# Sant Grau (Caldes de Malavella)
L'ermita de Sant Grau està ubicada al centre urbà de Caldes de Malavella, al capdamunt del turó del mateix nom i just al costat de les termes romanes. Al mateix turó hi podria haver hagut el castell de caldes esmentat a documents del S.XI. El 3 d'octubre se'n celebra la festa. És una obra que forma part de l'Inventari del Patrimoni Arquitectònic de Catalunya. L'origen de la capella no es coneix, però podria haver format part del castell de Caldes tant per la seva localització, vora les termes on es basteix el castell com també per la configuració del seu mur posterior, de pedra en paredat de filada i espitllera.

## Descripció
La seva planta és rectangular, amb una nau i dues capelles petites, dedicades a Sant Grau Abat i a Nostra Senyora del Remei. La porta principal està formada per un arc rebaixat de pedra.

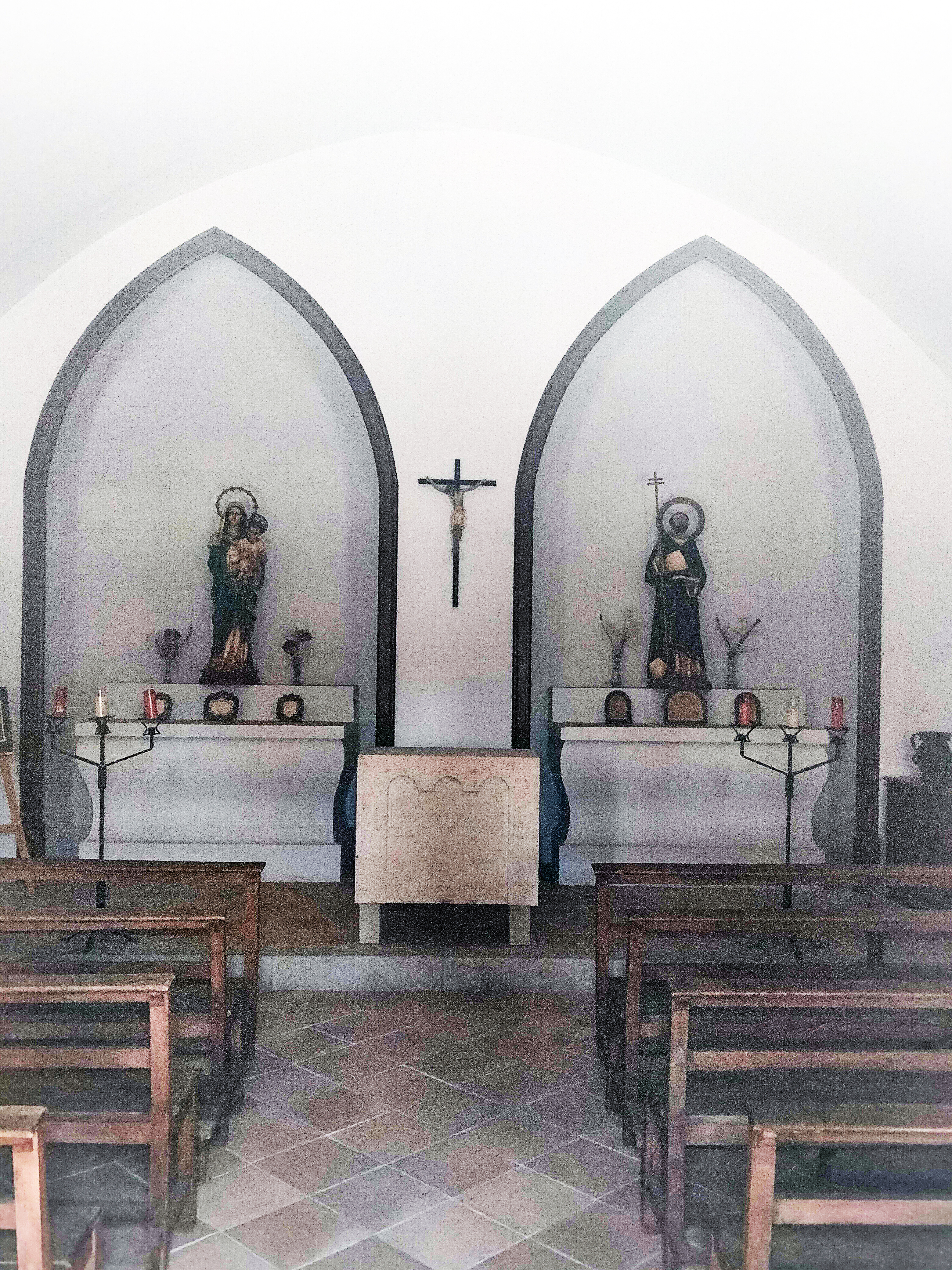
Interior de l'ermita

La façana és en paredat rústic arrebossat. La porta és en arc rebaixat de pedra, i a banda i banda unes finestretes en arc de mig punt. Mirant des de fora, des de cada finestra es veu la imatge d'un dels sants als que està dedicada la capella. Sobre la porta hi ha un ull de bou. Asimètricament a la porta un petit campanar de paret. La façana posterior té un paredat de filada amb vuit espitlleres.

## Història
Les notícies documentals més antigues de l'ermita són de la baixa edat mitjana. Segons una visita pastoral del segle xvi, les inhumacions localitzades a l'entorn de l'ermita van haver de traslladar-se al voltant de l'església de Sant Esteve perquè l'aigua termal que transcorre pel subsòl de l'ermita les malmetia. Al segle xiv es documenta un nou trasllat a l'església parroquial, aquesta vegada de l'altar, a causa de l'estat ruïnós en què es trobava l'ermita.